# Michele Muratori
Michele Muratori (Cidade de San Marino, 13 de dezembro de 1983) é um professor e político samarinês, um dos capitães-regentes do país entre abril e outubro de 2019, servindo junto com Nicola Selva.
Filiado ao Partido dos Socialistas e Democratas, formou-se em Ciências Políticas e Sociais pela Universidade de Bolonha.